# Гјуљнара Султанова
Гјуљнара Јурјевна Султанова (рус. Гюльнара Юрьевна Султанова; 23. август 1975) руска је ЛГБТ+ активисткиња, директор Међународног ЛГБТ-филмског фестивала Раме уз раме и координатор ЛГБТ+ организације Каминг Аут.
Позната је по бројним говорима у медијима у вези са питањима људских права у вези са гејевима и лезбијкама. Године 2010. била је члан жирија за доделу награде Теди на Берлинском филмском фестивалу.